# Wide Right
Wide Right, conosciuto anche come 47 Wide Right, è stato un tentativo di field goal da 47 yard sbagliato dal kicker Scott Norwood dei Buffalo Bills alla fine del Super Bowl XXV il 27 gennaio 1991, come descritto dal telecronista Al Michaels. Tale field goal mancato portò alla vittoria dei New York Giants. Il termine "wide right" (troppo a destra) è divenuto sinonimo della partita stessa e da allora è stato utilizzato anche in altri sport. Questa partita è anche conosciuta come The Miss da alcuni tifosi dei Bills.

## Il tentativo di field goal
Dopo una corsa da 11 yard per un primo down di Thurman Thomas, Jim Kelly lanciò intenzionalmente un passaggio incompleto a terra per fermare il cronometro, il cosiddetto spike (dal momento che i Bills avevano esaurito i propri time out). Con otto secondi al termine della gara, i Buffalo Bills di Norwood erano in svantaggio sui New York Giants di un solo punto. La squadra optò così per calciare un field goal da 47 yard che, se trasformato, avrebbe dato ai Bills la vittoria della partita e del titolo. Tuttavia, 47 yard erano considerate una distanza al limite delle capacità di Norwood, in particolare nei campi d'erba, secondo i commenti della telecronaca originale. Il capo-allenatore dei Bills Marv Levy notò che meno del 50% dei tentativi da quella distanza avevano successo. In effetti, durante la sua carriera, Norwood aveva segnato un solo field goal su cinque tentativi oltre le 40 yard su campi d'erba, mentre il field goal più lungo in quella stagione era stato da 48 yard.
Norwood si pose sulla distanza delle 47 yard per il field goal vincente, con Frank Reich come holder e Adam Lingner come long snapper. Il calcio, anche se ebbe una lunghezza sufficiente, uscì di circa 30 cm sulla destra. Il telecronista Al Michaels, commentando la partita per ABC, annunciò l'accaduto a un pubblico televisivo stupefatto dicendo: "No good...wide right." Successive analisi delle immagini mostrarono che Frank Reich aveva posizionato il pallone in modo scorretto.
I Giants tornarono in possesso del pallone a 4 secondi dal termine, andando a vincere a 20–19, rendendo questo Super Bowl quello con il minor margine di sempre. Se Norwood avesse segnato i Bills avrebbero vinto per 22–20, conquistando il primo Super Bowl deciso da un field goal finale da quello di Jim O'Brien da 32 yard che diede la vittoria ai Baltimore Colts per 16–13 contro i Dallas Cowboys nel Super Bowl V.

## Eventi successivi
Con la sconfitta, i Bills persero il primo di quattro Super Bowl consecutivi e questa fu l'occasione in cui andarono più vicini alla vittoria, mentre i successivi Super Bowl si conclusero con i Bills che persero con considerevoli margini (13 punti contro i Washington Redskins nel Super Bowl XXVI, 35 punti contro i Dallas Cowboys nel Super Bowl XXVII e 17 punti contro i Cowboys nel Super Bowl XXVIII, rispettivamente). La città di Buffalo non ha più vinto un titolo nei quattro maggiori sport professionistici americani dal 1965 e per tale motivo l'errore di Norwood ha ancora maggior rilevanza.
I Bills iniziarono immediatamente a cercare un sostituto per Norwood dopo il calcio sbagliato. L'ex kicker dei Giants Björn Nittmo partecipò al traning camp nel 1991 ma non ebbe prestazioni positive, così Norwood fu tenuto nel roster per la stagione 1991. Alla fine, nel 1992, i Bills firmarono Steve Christie, che sarebbe stato il loro titolare per nove stagioni, concludendo la carriera di Norwood.